# Sikensi
Sikensi är en underprefektur i Elfenbenskusten. Den ligger i departementet med samma namn, i den södra delen av landet, 150 km sydost om huvudstaden Yamoussoukro.